# 彭士商
彭士商，字克家，号衡陬，湖南衡山县人。清朝政治人物。

## 生平
康熙六十年（1721年）辛丑科进士，任黄州府儒学教授十八年。有《晓松吟诗集》等。